# Diego Herner
Diego Armando Herner (Gualeguaychú, 31 luglio 1983) è un ex calciatore argentino, di ruolo difensore.